# دينا بوسلهام
دينا بوسلهام (مواليد 1990) هي مستشارة سياسية ومرشحة ومتخصصة في السياسية من مواليد المغرب، وهي عضو في حزب بوديموس السياسي الإسباني، ومديرة قسم الأخبار في الصحيفة الإلكترونية "آخر ساعة" منذ عام 2020.

## النشأة والتعليم
ولدت دينا عام 1990 في طنجة، درست في المعهد الأسباني سيفيرو أوتشوا. وفي سن 18 من عمرها انتقلت إلى العاصمة الإسبانية، مدريد، للدراسة ولعب كرة القدم في عام 2008، ثم التحقت بجامعة كمبلوتنسي في مدريد لدراسة العلوم السياسية. ولعبت كرة القدم مع نادي بوزويلو ونادي سانتا ماريا كاريداد. توقفت عن لعب كرة القدم في عام 2010 للتركيز على دراستها. كان بابلو إغليسياس توريون أحد أساتذتها في العلوم السياسة في جامعة كمبلوتنسي. كما شاركت في برنامج إيراسموس بجامعة السوربون باريس 3. وبعد تخرجها في العلوم السياسية، أكمل دراسة الماجستير في معهد باريس للدراسات المتقدمة في أمريكا اللاتينية (فرنسا). ثم عادت إلى مدريد وأكملت دبلوم العلاقات الدولية.

## الحياة المهنية
عندما أسس بابلو إغليسياس الحزب السياسي الإسباني بوديموس في عام 2014، اختار بوسلهام كمساعدة للعمل معه في البرلمان الأوروبي. حيث أصبحت رئيسة لمجلس مستشاريه في البرلمان الأوروبي. وفي عام 2016، كانت عضوًا في قائمة ترشيح رامون إسبينار ميرينو في الانتخابات التمهيدية الداخلية في مدريد، انتُخبت لتكون أحد الأعضاء في مجلس المواطنين الإقليميين. وفي عام 2018، تقدمت بطلب للحصول على الجنسية الإسبانية، وهو شرط أساسي ضروري للترشح في الانتخابات الإقليمية. لكنها لم تُمنح الجنسية، وهذا الأمر لم يمكنها من خوض الانتخابات العامة الإسبانية في نوفمبر 2019. وفي مايو/ أيار 2020، غادرت الحزب لتترأس قسم الأخبار في صحيفة آخر ساعة ذات الميول اليسارية.

## روابط خارجية
- دينا أبو سلهام على موقع IMDb (الإنجليزية)